# Кегейли
Кегейли (узб. Kegayli / Кегайли, каракалп. Kegeyli / Кегейли) — городской посёлок, административный центр Кегейлийского района Республики Каракалпакстан (Узбекистан).

## История
Статус посёлка городского типа — с 1978 года.

## География
Посёлок расположен в 18 км от железнодорожной станции Кумшунгул (на линии Найманкуль — Чимбай).

## Население
| 1979 | 1989   | 2015   |
| ---- | ------ | ------ |
| 8593 | 10 867 | 32 800 |

## Известные уроженцы
В 1946 году в Кегейли родился А.И. Баранов — генерал армии РФ, Герой России.
В 1900 году в Кегейли родился Садык Нурымбетов — каракалпакский поэт и писатель, один из представителей каракалпакской литературы XX века.